# Вёртное (село)
Вёртное — село в Думиничском районе Калужской области России. Административный центр сельского поселения «Село Вёртное».

## География

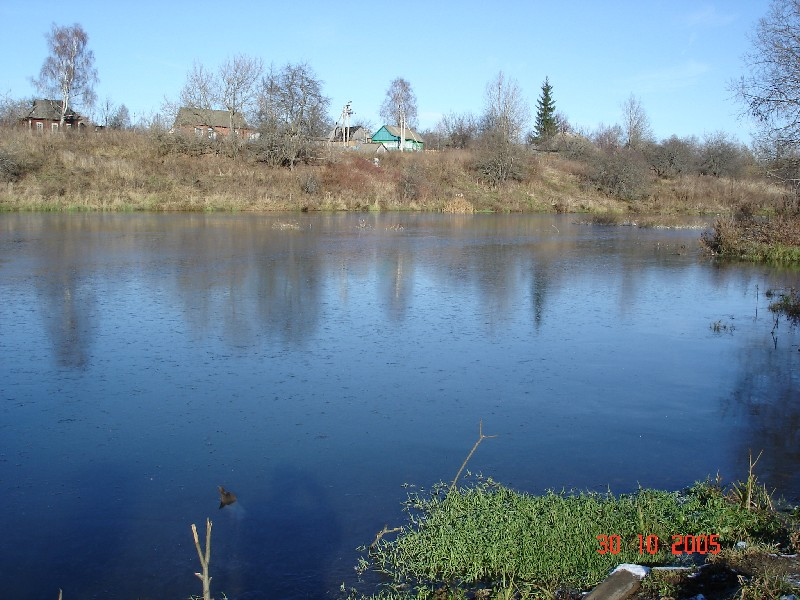
Пруд в селе Вёртное, образованный плотиной на реке Выдра

Расположено в 280 км от Москвы.
Протекает река Выдра.

## История
Село Вёртное впервые упоминается как деревня Веретея в 1610 г., в жалованой грамоте польского короля Сигизмунда по случаю избрания его сына Владислава русским царем. Слово «веретея» в древнерусском языке означало вытянутый ровный участок земли рядом с глубоким оврагом.
Осенью 1929 года был организован первый колхоз, который назывался им. Ленинского Комсомола. В 1932 образовался колхоз «Новая Заря», постепенно объединивший все крестьянские хозяйства.
Перегон Сухиничи-Брянск находится у села Вёртное и Боброво. В годы войны дорога служила как эвакуационный путь в Тулу. 5 октября 1941 года в Думинический район вошли немецкие войска.

Братская могила, май

Советские войска освобождали Вертное дважды: первый раз 3 января 1942 (вновь захвачено фашистами 23 января), и 29 марта 1942 года, когда Вёртное и Дяглево были окончательно освобождены.
С июня 1942 по август 1943 недалеко от села был запасной аэродром (взлетно-посадочная площадка) советских авиачастей, базировавшихся под Козельском. Это поле и сейчас называется «Аэродром». В селе располагался госпиталь.
Вертненский колхоз «Новая Заря» в 1957 г. насчитывал около 1300 га сельхозугодий, 75 коров, были также птичник и свиноферма.
В 1958 к «Новой Заре» присоединили колхоз «Ленинец» (Песочня, Дяглево, Казаковка, Тимоновка).
В январе 1969 года образован в совхоз «Вертненский» (2400 га сельхозугодий, 270 коров, потом постепенно поголовье коров увеличилось до 425). С 1998 на его базе работало ОАО «Вертненское», с 2007 — агрофирма «Кадви».

## Население
| 2002 | 2010 |
| ---- | ---- |
| 357  | ↘345 |

По переписи населения 2008 года в Вертном проживают 330 человек.

## Известные уроженцы, жители
В январе 1888 года в с. Вёртное родился Василий Сергеевич Михеев (1888—1920), участник установления советской власти в Туле. В его честь названа одна из улиц города.

## Инфраструктура

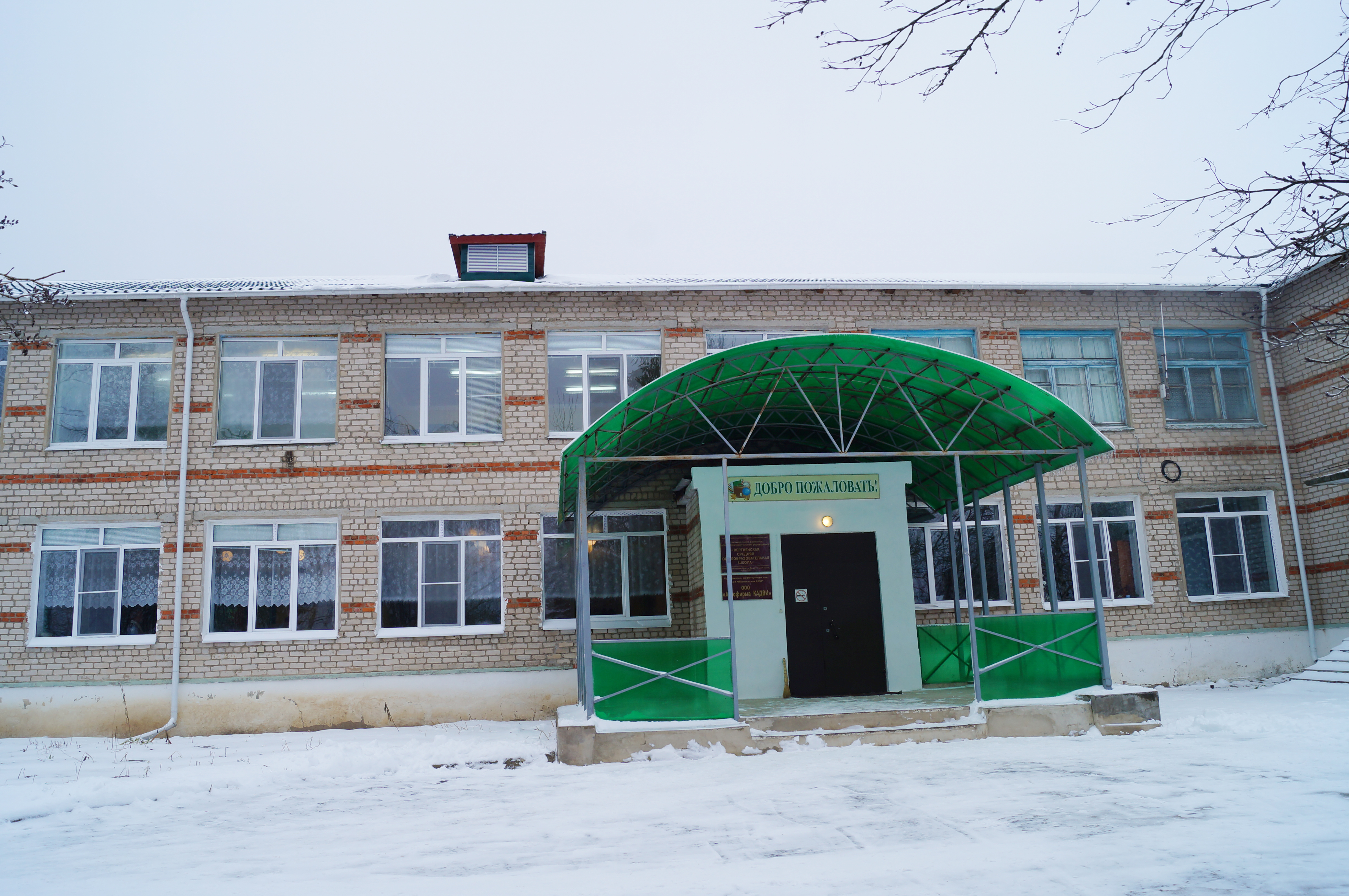
Вёртненская школа

Сейчас в селе работает Вертненская общеобразовательная школа (в 2012 — 38 учеников). До Великой Отечественной войны школа в селе Вертное находилась в районе гаража ОАО «Вертненский».
В селе работает Вёртненский сельский дом культуры, в нём же находится библиотека.
Экономика
Основное направление — сельское хозяйство.

## Транспорт
Место остановки электропоездов на линии Брянск — Сухиничи.